# Phytomyza pampeana
Phytomyza pampeana är en tvåvingeart som beskrevs av Blanchard 1954. Phytomyza pampeana ingår i släktet Phytomyza och familjen minerarflugor. Inga underarter finns listade i Catalogue of Life.